# Club Social y Deportivo Colo-Colo (baloncesto femenino)
La Rama de básquetbol femenino del Club Social y Deportivo Colo-Colo fue fundada en 1938, lo que la convierte en una de las secciones deportivas más antiguas de la institución.
En el mismo año de su fundación, se integró a la Asociación Femenina de Básquetbol de Santiago, entidad en la que participó de manera irregular, perdiendo incluso su afiliación en varias oportunidades. Pese a lo anterior, el club consiguió obtener grandes éxitos, principalmente, durante las décadas de 1950 y 1960.
Con la quiebra de la Corporación Club Social y Deportivo Colo-Colo en 2002, la rama perdió gran parte del apoyo financiero que recibía del club, lo que limitó su participación en competencias de carácter nacional.

## Historia

### Inicios

Plantel de la rama de básquetbol de Colo-Colo en 1939.

La rama de básquetbol femenino de Colo-Colo fue constituida oficialmente a mediados de 1938. Ese mismo año se integró a la Tercera División de la Asociación de Santiago, de la que se consagró campeón en la temporada 1939, con un rendimiento de 7 triunfos y 1 derrota. El plantel campeón estuvo compuesto por Irma Hurtado, Nelly Gutiérrez, María Soto, Olivia Morales, Virginia Gutiérrez, Yolanda Bruna, Vitolia Alvarado y Lina Muñoz.
Tres años después, Colo-Colo debutó de en la máxima categoría de la Asociación Femenina de Básquetbol de Santiago, disputando el Campeonato de Apertura de 1942, en el que también participaron clubes como Cabrera Gana, Universidad, Baquedano, Comercio Atlético, Paraguay y Estrella Polar. Durante los primeros años de la década de 1940, la rama tuvo una actuación irregular, destacando la obtención del Campeonato de Apertura de Segunda División en 1944, con un plantel comandado por Ana Neira y Yolanda Bruna, así como la convocatoria a la Selección de Santiago de la iquiqueña Elba Frías en 1943.
En junio de 1943 fue inaugurada la sede social de la institución, que incluyó entre sus instalaciones una cancha para la práctica del básquetbol.
Gracias a la incorporación de la seleccionada nacional Zulema Lizana como capitana y entrenadora de la rama, el club mejoró su rendimiento en la competencia capitalina y alcanzó el subcampeonato de Primera División en 1946.

### Consolidación

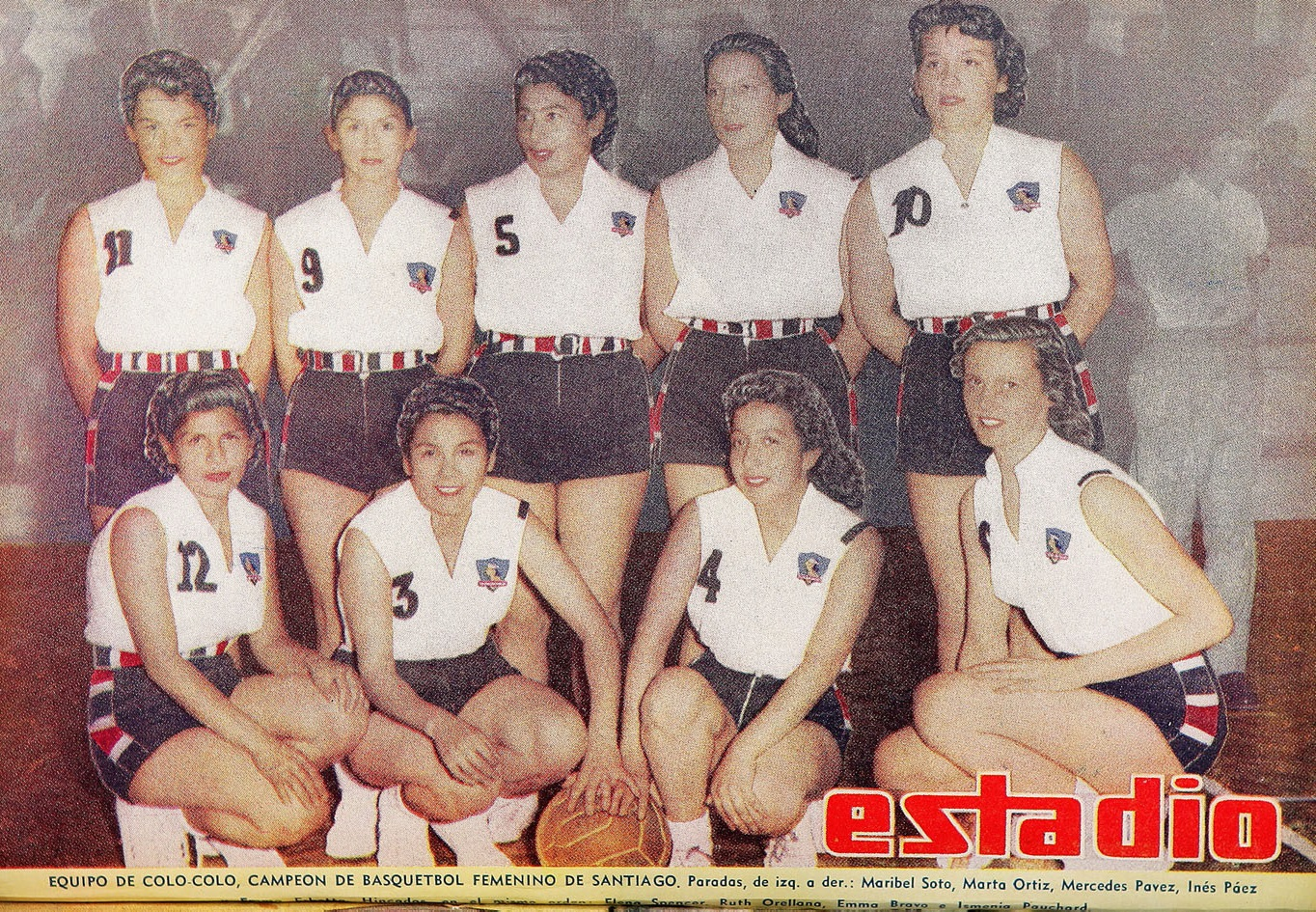
Colo-Colo campeón de Santiago en 1956.

Luego de varios años sin resultados destacados, a comienzos de 1954 el club centró la atención de la prensa deportiva al contratar a Marta Ortiz e Ismenia Pauchard, ambas pertenecientes a FAMAE, Laura Piña, del club Dávila Baeza, además de Lucila Méndez, Isabel Raipán y María Luisa Guzmán, estas tres últimas seleccionadas de sus respectivas asociaciones.
Pese a contar con varias de las mejores jugadoras del momento, por motivos reglamentarios Colo-Colo debió competir en Segunda División durante 1954, consiguiendo el ascenso a Primera División una vez finalizada dicha temporada. Entre otros resultados, destacaron los triunfos, en encuentros de preparación, frente a Unión de Talca por 40:17 y frente al seleccionado de esa misma ciudad por 40:5.
Al año siguiente, después de superar a Magallanes por 48:37, el club finalizó empatado en la primera ubicación del torneo de Primera División con el propio Magallanes y el Dávila Baeza. Sin embargo, las autoridades de la asociación decidieron declarar como campeón a este último.
La temporada 1956 comenzó con la obtención de dos torneos cuadrangulares, en los que participaron los principales clubes del país, además de la Selección de Córdoba de Argentina. A mediados de marzo de ese mismo año, el club emprendió una gira por el norte de Chile y por Perú, durante la que jugó un total de 10 encuentros en catorce días. Entre otros equipos, superó a Sorogama de Chiclayo por 50:31, a Universitario de Lima por 35:29, a Universidad de San Marcos por 41:32 y a Terrazas Miraflores por 58:55. En el plano local, se adjudicó por primera vez el título de campeón de Santiago tras vencer a Dávila Baeza por 52:32 el 23 de diciembre. Al finalizar el campeonato, el primer lugar fue compartido por Magallanes, Dávila Baeza y Colo-Colo, pero el título fue otorgado a este último por poseer el mejor «goal average».
Los buenos resultados de la rama durante 1956 permitieron al club disputar el Campeonato de Clubes Campeones «Estrellas Sudamericanas», que se jugó en Lima en febrero de 1957 y en el que participaron los principales equipos del subcontinente. Luego de superar a Fluminense de Brasil, Olimpia de Paraguay y Universidad de San Marcos de Perú, Colo-Colo se coronó campeón en calidad de invicto, como el equipo con el mejor desempeño tanto en ataque como en defensa. El plantel campeón estuvo compuesto por Ismenia Pauchard, Marta Ortiz, Laura Piña, Irene Velásquez, Delmira Gatica, Luz Silva, Isabel Valenzuela, Mercedes Pavez, Maribel Soto y Ruth Orellana.
En la Asociación de Santiago, Colo-Colo finalizó su participación empatado en la primera posición del torneo con Dávila Baeza, luego de vencer en la última fecha a Magallanes por 40:30 y que el conjunto de calle San Francisco perdiera frente a Santiago Morning por 36:38. Ante esta situación, en enero de 1958, la asociación capitalina optó porque el campeón fuese determinado mediante un partido de definición entre ambos clubes. Frente a la negativa de Dávila Baeza de disputar el encuentro, el título le fue adjudicado oficialmente a Colo-Colo.
En las siguientes temporadas, la institución continuó realizando buenas presentaciones, consagrándose nuevamente campeón en 1958, tras superar en partido de definición a Magallanes por 31:21, y 1959, después de imponerse en las dos últimas fechas a Magallanes por 48:27 y a Dávila Baeza por 58:26. Este último año, el quinteto campeón estuvo conformado por Sonia Pizarro (capitana del equipo), María Villarroel, María Clavería, Ismenia Pauchard y Silvia Echagüe.

### El octacampeonato
Gracias a los buenos resultados obtenidos durante 1959, la Asociación de Santiago decidió entregar al club la tarea de representar a la ciudad de Santiago en el XVI Campeonato Nacional de Básquetbol Femenino, jugado en Chuquicamata a comienzos de 1960. Luego de superar a los representativos de seis de las ciudades más importantes del país, además del local Chuquicamata y la selección de la Universidad de Chile, el equipo se consagró campeón nacional de manera invicta, siendo escoltado por Universidad de Chile y Puente Alto.
Por otra parte, en el campeonato de la Asociación de Santiago, en el que debutó con victoria frente a Famae por 53:24, Colo-Colo obtuvo otra vez el primer lugar, también de manera invicta y con diez puntos de ventaja sobre el segundo clasificado.
A inicios de 1961, en el marco de la pretemporada, el equipo afrontó una serie de compromisos frente a varios equipos internacionales, encuentros entre los que destacó el triunfo sobre Cerro Porteño de Paraguay por 61:59. A comienzos de marzo, Colo-Colo fue invitado a participar en el torneo pentagonal internacional de Asunción, instancia en la que disputó cuatro partidos, en los que venció a Sol de América por 54:50 y a Presidente Hayes por 51:33, mientras que cayó ante Ciudad Nueva por 65:68 y frente a Cerro Porteño por 54:56.
De vuelta en Chile, participó en el Campeonato de Apertura de la Asociación de Santiago, en el que debutó frente a Famae con un triunfo por 66:32. En la final del Torneo de Apertura, o de Preparación como también se denominaba, Colo-Colo se consagró campeón después de superar a Magallanes por 63:49. En la segunda mitad del año, el club volvió a obtener el Torneo Oficial de la Asociación de Santiago, otra vez con un rendimiento perfecto, con un promedio de 62 puntos favor y solo 31 en contra.
Durante su campaña invicta en 1961, el plantel de Colo-Colo fue conformado por Sonia Pizarro, Ismenia Pauchard, María Clavería, Silvia Echagüe, Paz García, Aurora Echagüe, Olga Pizarro, Julia Romero, María Navarrete, Eva Bravo, Silvia Figueroa, Onésima Reyes, Yolanda Echagüe, Teresa Cáceres, Margarita Piña, Patricia Menéndez, Norma Echagüe, Julia Cisterna, Filomena Arce y Rita Reyes.
Pese al alejamiento de Onésima Reyes, Colo-Colo comenzó de gran manera la temporada 1962 al volver a adjudicarse de forma invicta el Campeonato de Apertura o Torneo Especial del Básquetbol Femenino de Santiago, disputado en dos etapas entre julio y agosto de ese año. En el Torneo Oficial el club retuvo el título por séptima vez consecutiva, después de imponerse en un encuentro de definición a Juan Yarur, con el que finalizó empatado con 19 puntos, por un marcador de 60:36. Tras su consagración, Colo-Colo se posicionó como el segundo equipo con más títulos de Primera División en la Asociación de Santiago, desde que se disputase en el primer torneo en 1932, solo por detrás del Club Cabrera Gana.
La temporada 1963 comenzó con el retiro de Sonia Pizarro, capitana del equipo desde finales de los años 1950 y campeona del Sudamericano Femenino de Básquetbol con la Selección de Chile en 1960. No obstante, el rendimiento del club en las competencias locales no mermó. Durante el primer semestre del año, Colo-Colo ganó la final del Torneo por Invitación, en la que se impuso a Juan Yarur por 56:50, aun cuando estuvo abajo en el marcador durante gran parte del encuentro. En la parte final de la temporada obtuvo por octava ocasión el Torneo Oficial de la Asociación de Santiago, al vencer nuevamente a Juan Yarur por 69:64 en la penúltima fecha del campeonato. En el plano internacional, Colo-Colo realizó una nueva gira por Perú, en la que enfrentó a Chiclayo y a la Selección de Lima. Al cierre del año, la Revista Estadio condecoró a Julia Romero como la jugadora revelación de la temporada.

### Nuevos campeonatos
Aún con la incorporación de Eddy Bermúdez como director técnico del equipo, la temporada 1964 marcó el fin de la hegemonía de Colo-Colo en las competencias de la Asociación de Santiago. Por una parte, en la final Torneo por Invitación el club fue derrotado por Juan Yarur, que esa temporada sumó a sus filas a las hermanas Silvia y Aurora Echagüe, por 43:63, mientras que en el Torneo Oficial, a pesar de finalizar en la primera ubicación, fue despojado del título por vía administrativa. Si bien los resultados no fueron los esperados, los medios de la época volvieron a destacar la figura de Ismenia Pauchard, máxima anotadora de la competencia con un promedio de 27 puntos por partido.
Para recuperar el sitial perdido, en la temporada 1965 la directiva de la rama decidió reforzar la plantilla del primer equipo con Sonia Galindo, Inés Segovia, Angélica Donoso, Inés Rodríguez y Cristina Jaque. Con sus nuevas incorporaciones, Colo-Colo se adjudicó tanto el Torneo por Invitación, en cuya final superó a Juan Yarur por 60:41, como el Torneo Oficial, en el cual finalizó invicto con 341 puntos a favor y 186 en contra. En el encuentro que definió el certamen, el club se impuso nuevamente a su clásico rival Juan Yarur por 66:50. El plantel campeón estuvo compuesto por Ismenia Pauchard, capitana del equipo, María Teresa Jaque, Silvia Echagüe, María Villarroel, Sonia Galindo, Inés Segovia y Angélica Donoso.
Los primeros meses del año 1966 estuvieron marcados por el escándalo protagonizado por Colo-Colo en el marco de un torneo amistoso llevado a efecto en Chiclayo, Perú. La capitana de la rama, Ismenia Pauchard, y el entonces director técnico del club, Gustavo Ortlieb, se vieron involucrados en serios incidentes durante el desarrollo del certamen, lo que provocó su expulsión de la competencia, así como una sanción de orden internacional. Los castigos no afectaton el rendimiento de la rama en el plano local, que ganó su décimo título tras vencer en un encuentro de definición a Juan Yarur por 48:40, pese a que Pauchard fue expulsada diez minutos antes de finalizar el partido. Además de las ya consagradas figuras de Echagüe, Galindo y Pauchard, durante esta temporada destacaron los nombres de Victoria Lagos, Ana Rodríguez, Amanda Garrido y Alejandra Guzmán.
La siguiente temporada comenzó con la obtención durante el mes de junio de un nuevo Campeonato de Apertura, en cuya final superó otra vez a Juan Yarur por 55:40. La figura fue nuevamente la pívot Ismenia Pauchard, que finalizó el encuentro con 25 puntos. En el mes de agosto, Colo-Colo se consagró campeón de manera invicta de un cuadrangular internacional disputado en Santiago, en el que también participaron la Selección Argentina, Juan Yarur y un combinado de los clubes Readi y Atlas. A fines del mes de diciembre de 1967, la rama volvió a coronarse campeona del Torneo Oficial de la Asociación de Santiago, su décimo segundo título desde 1956, luego de derrotar en el último encuentro de la competencia a Juan Yarur por 78:38. En el equipo ganador de ese año, a las habituales figuras del equipo, se sumaron los nombres de Patricia Piñeira, Rosa Contreras y Juana Alfaro.
Una vez concluida la competencia, en su premiación anual, la Revista Gol y Gol destacó a Ismenia Pauchard como la mejor jugadora de Santiago, siendo escoltada por la también colocolina Alejandra Guzmán. Dentro del grupo de las diez mejores se ubicaron además Ana Rodríguez, Rosa Contreras y Sonia Galindo.

### Crisis
A comienzos de 1968, el Club Social y Deportivo Colo-Colo enfrentaba graves problemas económicos e institucionales, los que provocaron sueldos impagos, una huelga por parte de los jugadores del plantel de fútbol profesional, así como un quiebre entre adherentes y detractores del entonces presidente de la Corporación Guillermo Herrera. Ante esa situación, la Asociación Central de Fútbol (ACF) optó por destituir a la directiva e intervenir el club el 8 de febrero de 1968. Entre sus primeras medidas, la comisión interventora, encabezada por Guillermo Ferrer, decidió desmantelar la rama de básquetbol de Colo-Colo, a causa del alto costo que significaba para la institución, pese a su gran rendimiento deportivo.
Las principales figuras del equipo, decidieron incorporarse al Club Antonio Labán, entidad bautizada en honor del expresidente de Colo-Colo, bajo cuyo mandato fue reorganizada la rama de básquetbol femenino en 1956. Para la temporada 1968, el plantel de honor de dicho club estuvo conformado por Ismenia Pauchard, Ana Rodríguez, Rosa Contreras, Sonia Galindo, Silvia Echagüe, Angélica Donoso, Blanca Romero, Juana Alfarop, María Silva y Patricia Espiñeira. La única jugadora de Colo-Colo que no se plegó al proyecto fue Alejandra Guzmán, quien prefirió sumarse a las filas del Juan Yarur.
A pesar de los problemas institucionales, las exjugadoras del club mantuvieron su hegemonía en la competencia capitalina, adjudicándose el Torneo Oficial en los años 1968 y 1969.

### Resurgimiento
Tras más de dos años de receso, en marzo de 1970 la rama de básquetbol femenino de Colo-Colo reinició sus actividades, gracias a la voluntad de Ismenia Pauchard, Sonia Galindo, Ana Rodríguez, Eugenia Lupayante, Silvia Echagüe, Angélica Donoso, Luz María Opazo y María Navarrete, que en su conjunto decidieron regresar a la institución luego de su paso por el Antonio Labán. En tanto, esta última entidad decidió disolverse, después de que la empresa textil que de manera ficticia la sostenía cerrase su presupuesto deportivo. Aun cuando las jugadoras retornadas a Colo-Colo habían formado parte del equipo campeón de la capital en las últimas dos temporadas, así como de la Selección de Santiago que obtuvo el Campeonato Nacional de Básquetbol en enero de 1970, por motivos reglamentarios, la Asociación de Santiago determinó que la rama debía disputar el Torneo de Segunda División.
Entretanto, en julio de ese mismo año, Colo-Colo enfrentó en un encuentro amistoso a la Selección de Estados Unidos, equipo que en su partido anterior había superado a Juan Yarur por 54:34. Frente a un repleto Gimnasio Nataniel, Colo-Colo derrotó al combinado norteamericano por 49:48, pese a la expulsión de Ismenia Pauchard por cinco faltas.

### Liga Nacional de Básquetbol Femenino (LINBAF)
Ante la falta de una competencia sólida que agrupara a los mejores clubes de básquetbol femenino del país, en 1997 la Federación de Básquetbol de Chile decidió organizar la Liga Nacional de Básquetbol Femenino (LINBAF), certamen de carácter nacional que en su primera versión contó con la participación de 20 equipos.
Bajo la conducción técnica de Juan Miranda, Colo-Colo se consagró campeón de la primera edición de la LINBAF (1996) tras superar en la final del torneo, disputada al mejor de tres encuentros, a Thomas Bata de Peñaflor por 2-1. El plantel campeón estuvo compuesto por Marcela Espina, Ana María Navarrete, Karen Heerwagen, Marcia Céspedes, Sandra Canales, Corina Ortiz, Cretina Castillo, Karina Reyes, Amanda Fernández, Liliana Villalobos. Esta última fue escogida como la mejor jugadora de la competencia.

### Indumentaria
| Período   | Proveedor |
| --------- | --------- |
| 1991      | Adidas    |
| 1992-1993 | Pony      |
| 1993-1995 | Adidas    |
| 1995-1997 | Nike      |

## Palmarés

### Torneos locales
- Asociación de Básquetbol de Santiago (16): 1956,[50] 1957,[51] 1958,[52] 1959,[53] 1960,[54] 1961,[55] 1962,[56] 1963,[57] 1965,[58] 1966,[59] 1967,[60]1972,[61] 1973,[62] 1979, 1980, 1996.
- Campeonato de Apertura de Primera División (5): 1961,[63] 1962,[64] 1967,[65] 1976,[66] 1995[67]
- Torneo por Invitación (2): 1963,[68] 1965,[69]
- Segunda División Asociación de Santiago (1): 1970[70]
- Campeonato de Apertura de Segunda División (1): 1944.[71]
- Tercera División Asociación de Santiago (1): 1939[1]
- Copa Amelia Reyes (1): 1989[72]
- Torneo «Festival de las Estrellas» (1): 1994[73]

### Torneos nacionales
- Liga Nacional Femenina de Básquetbol de Chile (1): 1996[74]

### Torneos internacionales
- Campeonato de Clubes Campeones "Estrellas Sudamericanas" (1): 1957[75][76]

## Estadísticas

### Detalle
| Asociación de Básquetbol Femenino de Santiago |                  |    |   |   |   |   |     |     |      |            |
| 1939                                          | Tercera División | 15 | 8 | 7 | 0 | 1 | 127 | 60  | +67  | Campeón    |
| 1946                                          | Torneo Oficial   |    |   |   |   |   |     |     |      | Subcampeón |
| 1955                                          | Torneo Oficial   |    |   |   |   |   |     |     |      | Subcampeón |
| 1956                                          | Torneo Oficial   |    |   |   |   |   |     |     |      | Campeón    |
| 1957                                          | Torneo Oficial   |    |   |   |   |   |     |     |      | Campeón    |
| 1958                                          | Torneo Oficial   |    |   |   |   |   |     |     |      | Campeón    |
| 1958                                          | Definición       | 2  | 1 | 1 | 0 | 0 | 31  | 21  | +10  | Campeón    |
| 1959                                          | Torneo Oficial   |    |   |   |   |   |     |     |      | Campeón    |
| 1960                                          | Torneo Oficial   |    |   |   |   |   |     |     |      | Campeón    |
| 1961                                          | Torneo Oficial   | 18 | 9 | 9 | 0 | 0 | 499 | 246 | +253 | Campeón    |
| 1962                                          | Torneo Oficial   |    |   |   |   |   |     |     |      | Campeón    |
| 1963                                          | Torneo Oficial   | 14 | 7 | 7 | 0 | 0 | 479 | 264 | +215 | Campeón    |
| 1964                                          | Torneo Oficial   |    |   |   |   |   |     |     |      | Subcampeón |
| 1965                                          | Torneo Oficial   | 12 | 6 | 6 | 0 | 0 | 341 | 186 | +155 | Campeón    |
| 1966                                          | Torneo Oficial   |    |   |   |   |   |     |     |      | Campeón    |
| 1967                                          | Torneo Oficial   |    |   |   |   |   |     |     |      | Campeón    |
| 2008                                          | Torneo Oficial   |    |   |   |   |   |     |     |      | Campeón    |
| 2010                                          | Torneo Oficial   |    |   |   |   |   |     |     |      | 7° de 9    |

## Enlaces relacionados
- Club Social y Deportivo Colo-Colo (baloncesto)
- Colo-Colo
- Administración de Colo-Colo

- Datos: Q5774661
- Multimedia: Club Social y Deportivo Colo-Colo (women's basketball) / Q5774661